# Pepita Inglés
Pour les articles homonymes, voir Pepita (homonymie) et Inglés.
Pepita Inglés, née à Carthagène en 1910 et morte sur le Front d'Aragon en 1937, est une combattante anarchosyndicaliste, membre de la colonne Durruti au cours de la guerre d'Espagne.

## Biographie
Pepita Inglés naît à Carthagène, elle est peu scolarisée. Elle s'installe à Barcelone avec son compagnon, Mariano Sanchez, le couple a deux enfants. 
Elle participe aux combats de rue dès le début à la guerre d'Espagne à la suite du soulèvements nationalistes de juillet 1936.
Le 24 juillet, elle rejoint la colonne Durruti pour se battre sur le Front d'Aragon.  
Malgré les bombardements de l'aviation franquiste, elle résiste. Elle participe à la prise de Pina de Ebro, ainsi qu'aux offensives républicaines sur Perdiguera, dans les montagnes de Villafría et sur Quinto.
Connue également sous le nom de code de Rosario, Pepita Inglés est capturée lors d'une embuscade nationaliste. Elle meurt au cours d'un affrontement en 1937 avec les franquistes.